# José Miguel Sánchez

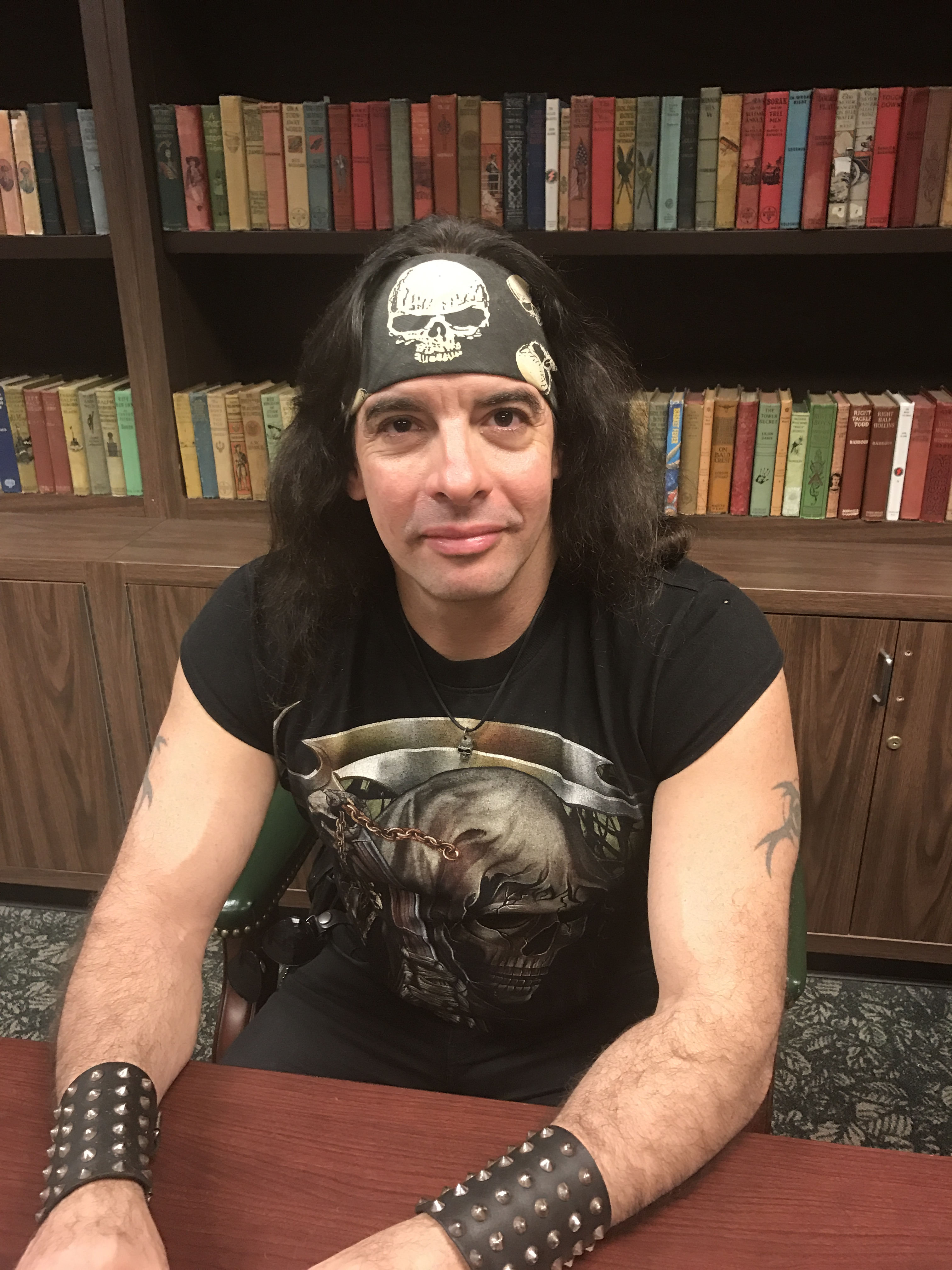
Yoss (2016)

José Miguel „Yoss“ Sánchez Gómez (* 2. April 1969 in Havanna) ist ein kubanischer Schriftsteller und gilt als einer der bedeutendsten Science-Fiction-Autoren seines Landes.

## Leben
Yoss studierte an der Universität Havanna Biologie und schloss das Studium 1991 als Licenciado ab. Danach begann er, seine ersten Erzählungen zu schreiben.
Yoss ist seit 1994 Mitglied des kubanischen Schriftstellerverbands. Er betätigt sich als Kritiker und Erzähler sowohl des Realismus als auch der Science Fiction und fühlt sich in der literarischen Bewegung der Novísimos („die Neuartigen“) zu Hause. Seine Erzählungen wurden sowohl in Kuba als auch im Ausland veröffentlicht, auf Deutsch bisher nur „Eine erfrischend gute Sache“ in der Anthologie „Cubanísimo! Junge Erzähler aus Kuba“. Für seine Werke wurde Yoss mehrfach ausgezeichnet.
Nebenbei betätigt sich Yoss seit 2007 außerdem als Sänger in der Heavy-Metal-Gruppe Tenaz.

## Bibliographie
- Timshel (Science-Fiction-Erzählungen), 1989
- W (Roman, Realismus), 1997
- I sette peccati nazionali (cubani) (Roman, Realismus), Italien 1999
- Los pecios y los náufragos (Science-Fiction-Roman), 2000
- Se alquila un planeta (Science-Fiction-Erzählung), 2001
- El encanto de fin de siglo (Roman, in Zusammenarbeit mit Danilo Manera), 2001
- Al final de la senda (Science-Fiction-Roman), 2003
- La causa che rinfresca e altre meraviglie cubane (Erzählungen, Realismus), 2006
- Precio justo (Science-Fiction-Erzählungen), 2006
- Pluma de león (Erotik/Science-Fiction-Roman), 2007
- El gran arte de vestirse cheo durante toda una vida, 2010.
- Super Extra Grande, (2012)

## Preise
- 1988: Premio de cuento de ciencia ficción der Zeitschrift Juventud Técnica
- 1988: Premio David de antología de ciencia ficción für Timshel
- 1990: Premio Plaza de ciencia ficción
- 1992: Premio de cuento der Zeitschrift Revolución y Cultura für Las avispas no saben llorar
- 1993: Premio de cuento Ernest Hemingway
- 1995: Concurso Los Pinos Nuevos für die Anthologie W
- 1998: Premio de Cuento de Amor de Las Tunas für Círculos del dolor
- 1998: Premio Luis Rogelio Nogueras de ciencia ficción für Los pecios y los naúfragos
- 2001: Premio Aquelarre de texto humorístico, für Las chimeneas
- 2002: Premio Farraluque de cuento erótico für El infinito en un triángulo
- 2002: Premio de novela corta de ciencia ficción de la Universidad de Carlos III de Madrid für XXXXX…L
- 2004: Premio Calendario de la AHS für die Anthologie Precio justo
- 2005: Premio Domingo Santos für Morfeo verdugo
- 2010: Premio UPC de ciencia ficción der Universitat Politècnica de Catalunya für Super Extra Grande

## Filme
- Yoss: A Portrait, Video-Dokumentation von David Shook, Phoneme Media Film, 2015.[2]